# Skibladner

Parník Skibladner na jezeře Mjøsa

Skibladner je nejstarší kolesový parník na světě, který je v pravidelném provozu. Využíván je na největším norském jezeře Mjøsa. Název lodi pochází ze severské mytologie (Skídbladni).

## Historie

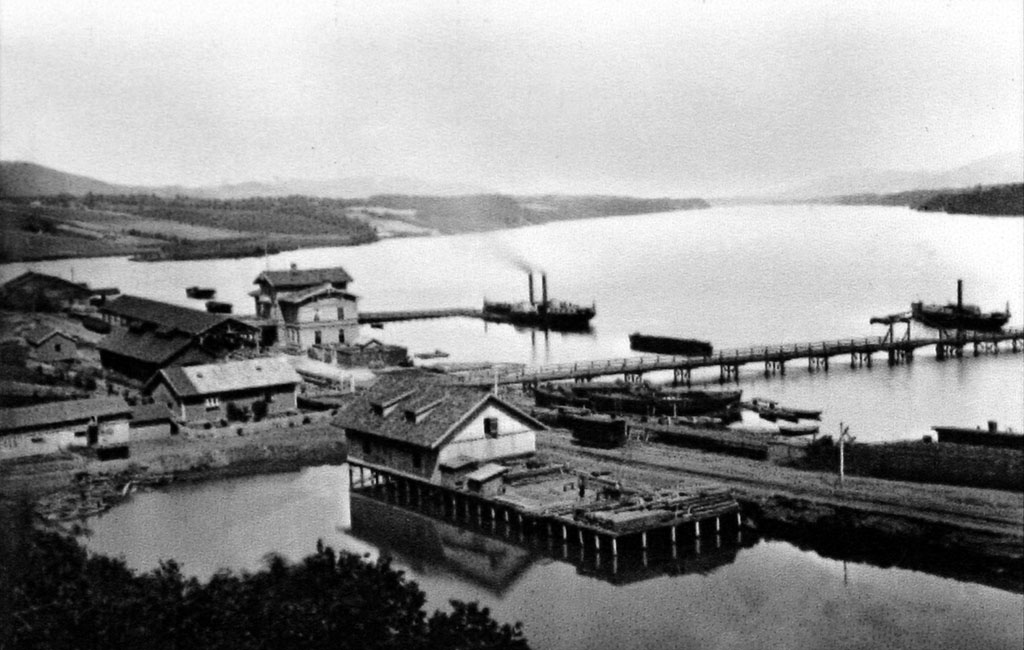
Skibladner v roce 1866

Byl postaven v loděnici ve švédském městě Motala v letech 1854-1856. Jeho první plavba se uskutečnila dne 2. srpna 1856 a jeho funkce spočívala v poskytování dopravního spojení mezi městy Hamar, Gjøvik a Lillehammer a železničním nádražím Eidsvoll. V této době parník plnil i důležitou funkci poštovního spojení. Postupem doby se místo toho stal poskytovatelem zážitků v oblasti turistického ruchu. V období mimo turistickou sezónu je parník zakotven pod speciální střešní konstrukcí v domovském přístavu ve městě Gjøvik.
Loď se dvakrát v zimním období potopila. Jednou v roce 1937 a znovu v roce 1967. Po druhém incidentu loď prošla pečlivou rekonstrukcí. Její současná podoba odpovídá roku 1888.

## Současnost
Parník dnes pluje po přibližně stejné trase jako dříve a poskytuje vyhlídkové plavby pro turisty. Je v provozu od druhé poloviny června do poloviny srpna. Plavbu doprovází kulturní program, především jazzová hudba. Parník též udržuje poštovní tradici a nabízí možnost poslat pohlednice s razítkem lodi.

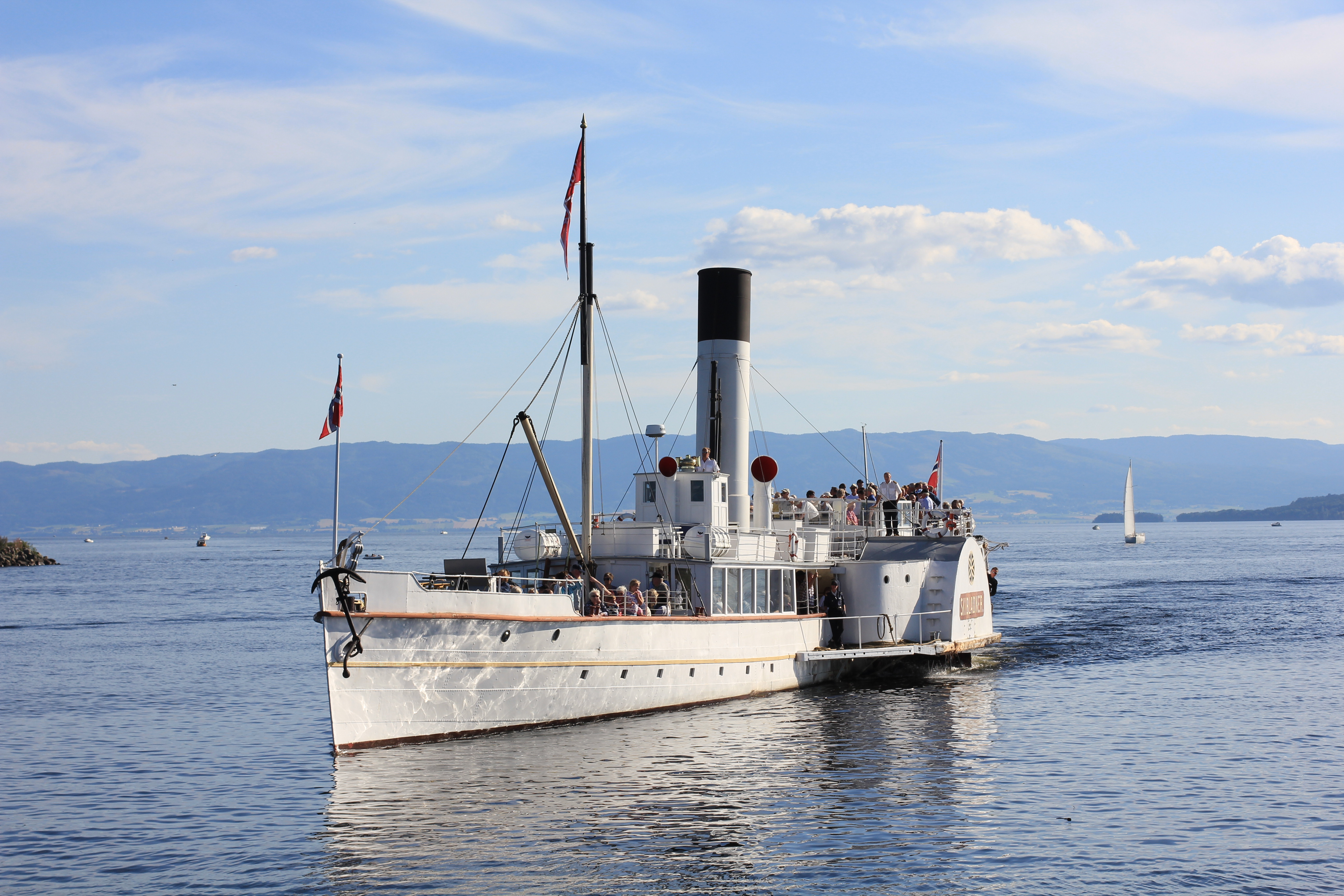
Bílá labuť, Skibladner

2. srpna 2006 byla loď zapsána na seznam norského kulturního dědictví. Bylo to při 150. výročí první plavby. V Norsku se tak poprvé stalo, že se na tento seznam dostalo plavidlo určené pro pravidelnou dopravu.
Parní stroj se nachází mezi bočními kolesy, kliková hřídel jde napříč lodí a přímo pohání kolesa s lopatkami. Běžná dopravní rychlost Skibladneru je 12 uzlů (22 km/h), dokáže vyvinout rychlost 14 uzlů. 
Délka lodi je 50,1 metru, ponor 2,52 m. Loď má 6–16 členů posádky, kapacita plavidla je 230 pasažérů.  Díky své bílé barvě a eleganci lodi si u místních lidí vysloužila poetickou přezdívku „Bílá labuť Mjøsy”. Od roku 1960 se motiv bílé labuti dostal i na městský znak domovského Gjøviku.